# 窦州古城
窦州古城，又称信宜古城、镇隆古城，位于广东省信宜市镇隆镇八坊村，始建于唐武德四年（621年），历史上曾长期作为信宜县治所在地，唐贞观八年（634年）至宋熙宁四年（1071年）还曾兼作窦州府治，故被称为“窦州古城”。窦州古城是粤西地区保存最为完整的古城及古村落之一，现存面积约1.5平方公里，是国家4A级旅游景区。

## 历史
窦州古城建于鉴江干流东江河（锦江河）、支流西江河（北界河）交汇处，是信宜历代州县并治之地，从唐朝始置信义县、设窦州起，直至1952年信宜县城迁往东镇，此地一直是粤西地区重要的政治、经济、文化中心。明正统五年（440年）始用火砖修筑城墙，城东、西、南三面均环河而建，清顺治十三年（1656年），曾增修城垣、扩建城池，设东寅宾、西寅饯、南迎薰、北拱辰的四座城门，同时修筑城楼四座，角楼四座，城池自此初定规模，东西宽480米、南北进深600米，整体布局呈椭圆型。清嘉庆十八年（1813年）移建南门于学宫前正南位，改称文明门。
古城内的建筑自明清以来不断增加，街道从东门至西门为横街，自北门至南门为直街，因城中建有贤关坊、圣域坊、太平坊、拱臣坊、贞节坊、高士坊、梓橦坊、济锦坊等八座牌坊，故有“八坊”之称。民国28年（1939年），为在抗日战争期间方便群众疏散，城墙被全部拆除，只保留北门和文明门，城基改建为环城公路。几经变迁后，古城内原有城门、牌坊、古庙宇多已毁废，仅余下文明门、13所古书院、7间公祠、2间公馆等一批古郡民俗建筑群。2020年8月，信宜窦州古城景区被评为国家4A级旅游景区。

## 景点
- 文明门：又称为红楼，是窦州古城唯一保留下来的城门，也是窦州古城的象征和标志性建筑，现为广东省文物保护单位。
- 大洪国王府旧址（信宜学宫）： 始建于元至正十四年（1354年），是古代信宜县的最高学府，广东天地会首领陈金釭建立“大洪国”时，曾以此作为王宫，现为广东省文物保护单位。
- 起凤书院：始建于清朝康熙年间，为生童治学之所、考试取士之地，是窦州古城保存最完整的清代典型中西合璧的书院建筑，现为广东省文物保护单位。
- 陆贾书院（陆家祠）：又称“开越大夫祠”，建于清代光绪年间，是信宜陆氏族人为纪念祖先西汉政治家陆贾而建，占地600多平方米，其构造为二进两层四合院格局，曾是信宜县人民政府公安局的所在地[5]。
- 藜照书院（刘家祠）：始建于民国八年（1919年），是窦州古城目前保存最完整、最大的书院，坐北向南，为砖木结构二进格局，是信宜刘氏族人为纪念祖先西汉经学家、文学家刘向而建，“藜照”一名取自刘向深夜读书，油尽灯枯之际点燃黎木拐杖照明的典故。民国三十三年（1944年），广东省政府西江南路行署曾设在此。
- 岳耀书院（梁岳耀宗祠）：始建于清朝中期，时称养正书院，重修于民国初期，为土木结构，二进四合院式格局，内设天井，院宅坐北向南，大门临街向东，外立面呈西式洋楼风格，曾为信宜县粮仓所在地。
- 陇西书院（李家祠）：始建于清乾隆三十二年（1767年），是信宜李氏族人兴建，重修于1914年，土木结构，前后两座，东西包厢，廊道贯通。1943年至1945年抗日战争时期，广东省立勷勤商学院曾迁此办学，开设会计、银行、工商管理三个学系。1966年至1995年，曾作为镇隆镇政府所在地。
- 丽泽书院：始建于清中期，占地面积约1000平方米，曾为信宜县人民政府附城公共粮仓。
- 简斋书院：由信宜梁氏族人修建，以信宜武术及医学名人梁泰纪（号简斋）命名，门匾为民国时期广东省主席胡汉民以楷体亲提。
- 王梅轩书院（王家祠）：始建于明朝末期，是信宜王氏族人为纪念祖先明朝诰授武德将军王鉴（号梅轩）而建，重建于2001年，占地面积约1600平方米。书院外墙用红色瓷砖铺设，正门是“武德门”门楼，后座为亭阁式建筑“轩冕堂”，左侧是棚式结构的书院。
- 燕丰书院：始建于清朝中期，重修于民国时期，坐北向南，楼高两层，为青砖墙、硬山顶、阴阳瓦。
- 文昌宮：始建于清康熙三十八年（1699年），清嘉庆十一年（1806年）重修，供奉文昌菩萨。前座为三层楼房，底层设一厅两房，中间设两面三刀硕柱支撑。民国时期曾作为信宜民众教育馆、信宜参议会所使用。
- 李廷枢公祠：为纪念清朝信宜知县李廷枢清正廉明而建，建于清康熙四十二年（1703年），清光绪十二年（公元1886年），时任知县雷澍春拨款重修。民国二十八年（1939年），县长张虞绍再次拨款重修，并亲自题写对联“路不拾于遗，樵夫往迹三升米；爱能延乎世，棠舍余思一瓣香”。
- 李仰吾公祠：始建于民国时期，重修于1993年，是窦州古城占地面积最大的宗祠之一。
- 茂园蔡公祠：别名蔡家祠，始建于清光绪年间，檐边的系列壁画技艺高超，至今仍清晰可见。
- 青莪大屋：始建于清咸丰十一年（1861年），是一李姓盐商建造，为三进两廊格局，坐北向南，砖木结构，面阔七间，宽55米，进深67米，占地面积约3685平方米，特色为“金包银”墙体，即外墙是用青砖包着里面的泥坯砖，是窦州古城最具代表性的民居建筑之一。
- 兄弟进士第：始建于清乾隆十九年（1754年），重建于2008年，因信宜县的李宜相、李宜昌兄弟考中乾隆甲戌科（1754年）同科进士，特御赐匾额“兄弟进士第”。门上刻有楹联“至性传弱龄孝子之门生孝子，完贞在壮岁忠臣有后出忠臣”，保存有礼部尚书纪晓岚题联“南郊理学推双士，西蜀科名羡二苏”一副。
- 李季濂故居：原为李氏族人兴建的一栋两层楼房，马来西亚开国元勋李孝式之父、华侨实业家李季濂曾出生于此，其他族人陆续搬出后，老屋年久失修，改革开放后，当地政府重建为纪念馆。
- 一郡儒宗牌坊：始建于清道光十七年（1837年），重建于2003年，牌坊上“一郡儒宗”为清末粤西状元林召棠所题。